# Абасов, Магомед Басирович
Магомед Басирович Абасов (22 ноября 1965, Советский район, Дагестанская АССР, РСФСР, СССР) — советский и российский оперный певец, директор Дагестанского театра оперы и балета. Народный артист Дагестана.

## Биография
Родился 22 ноября 1965 года в Советском районе (ныне — Шамильский район). В 1988 году окончил Дагестанское культурно-просветительное училище, после был направлен на работу в Дом Культуры в Шамильском районе. В 1996 году был удостоен к государственной награде «Заслуженный работник культуры Республики Дагестан». В 1996 году был принят на работу в Государственный театр оперы и балета и в государственный вокально-хореографический ансамбль «Дагестан». В 2010 году поступил в Дагестанский государственный педагогический университет на факультет музыки. В 2015 году окончил учебу, получив диплом о высшем образовании. Работает Дагестанском театре оперы и балета со дня его основания. В 2005 году за активную творческую деятельность и достижения в области вокального искусства был удостоен Государственной награды «Народный артист Дагестана». Также он был награжден почетными грамотами Министерства культуры Республики Дагестан. Является лауреатом многих региональных и российских конкурсов. В феврале 2017 года заместитель министра культуры РД Мурад Гаджиев, представилколлективу ГБУ РД «Дагестанский государственный театр оперы и балета» Магомеда Абасова, в должности директора. 

## Звания и награды
- Народный артист Дагестана (2005);

## Партии в операх и опереттах
- Хочбар — «Хочбар» (Готфрид Гасанов)
- Ирчи Казак — «Ирчи Казак» (Н. Дагиров)
- Молодой цыган — «Алеко» (С. Рахманинов)
- Ленский — «Евгений Онегин» (Л. Чайковский)
- Мурад — «Валида» (М.Кажлаев)
- Евгений — «Медный Всадник» (А.С.Пушкин)
- Беппо — «Паяцы» (Р. Леонкавалло).